# Bridgeport, Alabama
Bridgeport là một thành phố thuộc quận Jackson, tiểu bang Alabama, Hoa Kỳ. Dân số năm 2009 là 2602 người, mật độ đạt 228 người/km².